# ليالي بدون شتاء
ليالي بدون شتاء (بالإنجليزية: Neverwinter Nights)‏ هي لعبة فيديو صدرت في 18 يونيو 2002، وهي متوفرة على أجهزة ويندوز وأو إس 10 وجنو/لينكس. اللعبة من تطوير بايوير ومن نشر إنفوجرامز وآتاري.